# П'єр I (герцог Бретані)
П'єр I Поганий клірик (*Pierre I de Dreux dit Mauclerc, бл. 1187 — 26 травня 1250) — герцог Бретані у 1213—1221 роках та регент Бретані у 1221—1237 роках.

## Життєпис

### Молоді роки
Походив з роду Дрьо, молодшої гілки королівської династії Капетингів. Другий син Роберта II, графа де Дрьо і де Брейн (онука французького короля Людовика VI), та його другої дружини Іоланди де Кусі. П'єр I був троюрідним братом Філіппа II, короля Франції. 
Народився близько 1187 року у фортеці Дурдан. З дитинства для П'єра було обрано духовну кар'єру. Спочатку навчався в одному з монастирів біля Парижа. Втім не виявив бажання бути священником, обравши військову діяльність. Також обрав для власного герба горностай, що було привілеєм духівництва. У 1209 році висвячено на лицарі королем Філіппом II. 

### Герцог
Попри те, що він був королівського походження, як представник молодшої гілки П'єр не мав великих перспектив. Але королю Франції потрібен був вірний володар Бретані і тому король Філіпп II Август у 1213 році (за іншими відомостями у жовтні 1214 року) одружив П'єра на спадкоємиці Бретані — доньці віконта Гі де Туара відповідно до домовленостей з останнім від 1209 року. Перед розірвано заручини Аліси з Генріхом де Пент'євром. Після цього П'єр I став герцогом-співволодарем, принісши оммаж королю Франції. Втім іноземні правителі зверталися до П'єра як до графа, а він сам титулював себе герцогом.
У 1214 році Джон I, король Англії, висадився на континенті та рушив до гирла річки Луара. П'єр I завадив англійцям захопити Нант, проте не чинив перешкод руху Джона I до Анжу, а потім на з'єднання з Оттоном IV, імператором Священної Римської імперії. Після поразки останнього від французів у битві під Бувіном англійці відступили до своїх володінь, а герцог Бретані повернув захоплені Джоном I прикордонні бретонські фортеці.
П'єр I в ході свого правління зміг вивести Бретань з-під впливу Англії і Франції. З 1215 року вступив в конфлікт з впливовими феодалами — родами Авагор і Леон, що тривав до 1220 року.
Він постарався зміцнити герцозьку владу за рахунок ослаблення впливу бретонських єпископів. За це він отримав своє прізвисько. У 1217 році П'єр де Дрьо починає боротьбу за владу з Ет'єном де Лабрюйером, єпископом Нантським. Герцог Моклерк дозволяв своїм службовцям грабувати й палити єпископські будинки, захоплювати землі та доходи, брати в полон священиків, погано обходитися з ними і навіть мучити. Єпископ і його капітул, вимушені залишити Бретань, шукали притулку в сусідніх єпархіях. Тому П'єр I отримав своє прізвисько «Моклерк», тобто «Поганий клірик». За таку політику його багаторазово відлучали від церкви місцеві єпископи, а з 1218 року до 28 січня 1220 року його було відлучено папою римським Гонорієм III.
У 1216 році П'єр I разом з Людовиком, сином французького короля Філіппа II, висадився в Англії, яких підтримало повстання баронів проти Джона I, короля Англії. Після невдач повсталих та їхніх союзників-французів, герцог Бретані вступив у таємні перемовини з оточенням Генріха, сина Джона I. 1218 року за умовами встановленого миру, за яким визнано Генріха III королем, французькі війська відступили на континент, натомість Моклерк стає графом Річмонд.
Після цього рушив на допомогу Симона де Монфора, який боровся проти катарів та Раймунда VI, графа Тулузи. У 1218 році брав участь у захоплені Марманда, а потім до 1219 року був учасником облоги Тулузи, яквідвоював Раймунд VI. 1221 року померла його дружина.

### Регент
Після смерті дружини в 1221 році він став регентом при сина Жані I. 1222 року проти нього спалахнуло повстання бретонських баронів, яке було придушено П'єром, який здобув вирішальну перемогу у битві при Шатобріані. Переможець змусив баронів погодитися з розширенням прав герцога щодо встановлення опіки над малолітніми васалами, права на обмеження будівництва баронських замків. Остаточно це було оформлено у 1223 році. Водночас остаточно зламав спротив бретонських єпископів. 1223 року почав зведення потужної фортеці Сент-Обен-дю-Кормьє для контролю за родами вітре і Фужер (завершено у 1225 році).
У 1224 році рушив на допомогу французькому королю Людовику VIII, який рушив до Аквітанії, що належала англійському королю Генріху III. Він допоміг у захоплені портів Ніорт та Ла-Рошель. 1225 року вступив у конфлікт з єпископами Ренна і Сен-Мало, який вдлося залагодити лише у 1230 році.
1226 року брав участь у поході короля Франції проти Авіньйона, а потім півднем Лангедоку проти роду Транкевель. Того ж року, коли помер Людовик VIII, його син Людовик IX був неповнолітнім. Цим вирішили скористатися великі феодали, які прагнули послабити владу короля. Опозицію Людовику IX і його матері-регентші Бланці Кастильській очолили П'єр I разом з Тібо IV, граф Шампані, і Гуго X де Лузіньян, граф де Ла Марш. Вони вступили в змову з Генріхом III, королем Англії, і почали зміцнювати свої замки. 
Але рішучі дії Бланки Кастильскої у 1227 році призвели до того, що Тібо IV Шампанський перейшов на бік Людовика IX. А після цього П'єра Моклерка та Гуго де Лузіньяна викликано до Паризького парламенту на королівський суд. Вони з'явилися, проте лише після значних погроз. П'єр де Дрьо підписав договір, за яким він зобов'язувався видати свою дочку Іоланду за восьмирічного Жана, брата Людовика IX. 
Проте у 1228 році П'єр Моклерк разом з Гуго X де Лузіньяном знову зчинив заколот, закликаючи передати регентство стрийку короля — Філіппу Юрпелю. У війну втрутився Генріх III і послав на допомогу повсталим свого брата Річарда, графа Корнуола, але той, розчарувавшись у французьких баронів, повернувся до Англії. 1229 року визнав зверхність Англії.
У 1230 році після висадки Генріха III в Сен-Мало П'єр I присягнув йому. За допомоги англійців захопив графство Пент'євр. Людовик IX оголосив того позбавленим влади, а з Англією уклав перемир'я на 3 роки. Того ж року Моклерк оженився на Ніколь з невідомої родини. У 1231-1232 роках відбулися бої з французами, що вдерлися до Бретані.
Після закінчення перемир'я П'єр I, не знайшовши військової підтримки у Генріха III, 1234 року уклав з Людовиком IX Паризький мирний договір, за яким передав королю фортеці Беллем, Сен-Жак-де-Беврон і Пер'єр-ан-Перш, а також пообіцяв вирушити у хрестовий похід як тільки його син стане повнолітнім. 1236 року оженився на удові Гуго I де Туара.

### Хрестовий похід
У 1237 році відмовився від регентства та передав владу в герцогстві Бретань своєму синові Жану I. Також П'єр Моклерк погодився повернути графство Пент'євр попереднім власникам.
Після цього вирушив у хрестовий похід, залишивши наступникам міцну герцогську владу, а Бретані — свій родовий символ, горностая. Брав участь у Хрестовому поході баронів на чолі із Теобальдом I, королем Наварри. П'єр на чолі свого загону 1239 року рушив до Аскалону. Неподалік від нього захопив мусульманський карафан, що йшов до Дамаска. Втім у битві при Газі того ж року зазнав хрестоносці зазнали поразку. 1241 року Моклерк повернувся до своїх володінь у Франції.  
У 1242-1243 році очолював французький флот під час нової війни з Англією. П'єр Моклерк супроводжував короля Людовика IX в Сьомому хрестовому поході в 1249 році і був захоплений в полон 6 квітня 1250 року внаслідок поранення у битві при Мансурі. П'єр помер в морі неподалік від Дамьетти під час його повернення на батьківщину.

## Родина
1. Дружина — Аліса I, донька Гі, віконта Туара
Діти:
- Жан (1217—1286), герцог Бретані у 1221—1286 роках
- Іоланда (1217—1272), дружина Гуго де Лузіньяна
- Артур (1220 — після 1233)

2. Дружина — Ніколь
Діти:
- Олівер (1231—1279), сеньйор Машекуль

3. Дружина — Маргарита, донька Брієна де Монтегю, сеньйора Коммекера
дітей не було